# アッティカ (小惑星)
アッティカ (1138 Attica) は、小惑星帯（メインベルト）の小惑星。カール・ラインムートが発見し、ギリシャの地名アッティカに因んで名付けられた。